# Косьминов, Иван Сергеевич
Ива́н Серге́евич Косьми́нов (25 ноября 1921, Татарка, Акмо́линская область — 7 апреля 1999, Москва) — генерал-лейтенант, возглавлял работы по созданию первого в стране специализированного Лазерного центра (1971), основатель ЗАТО Радужный во Владимирской области России.

## Биография
Иван Сергеевич Косьминов родился в селе Татарка (ныне — Черлакского района Омской области). По окончании средней школы учился в Омском речном техникуме; с третьего курса (по комсомольскому набору) был переведён в Томское артиллерийское училище.

- Май 1941 года — переведен в Горьковское училище зенитной артиллерии,
  - после окончания этого училища служил в нём же с июля 1941 г. по июль 1945 г. преподавателем теории стрельбы и материальной части — готовил командиров зенитных подразделений.
- 1951 год — окончил Артиллерийскую академию им. Ф. Э. Держинского.
  - тогда же был назначен на должность старшего инженера в 4 Управление Министерства обороны СССР (головной заказчик научно-исследовательских и опытно-конструкторских работ по перспективным направлениям развития ракетной техники).
  - И. С. Косьминов долгое время работал совместно с Главным конструктором ракетных систем С. П. Королёвым, непосредственно участвовал в отработке ряда ракетных систем, отвечая за полигонный измерительный комплекс.
  - И. С. Косьминов участвовал в подготовке и запуске 4 октября 1957 года первого в мире искусственного спутника Земли; на историческом документе — Полётном задании его подпись стоит рядом с подписью С. П. Королёва.
- С 1956 — работал в научно-техническом Комитете Генерального штаба ВС СССР.
- С 1970 г. Косьминов И. С. был заместителем главного конструктора ЦКБ «Луч» Миноборонпрома СССР.
- 1971 — генерал-майор Косьминов И. С. получил правительственное задание возглавить работы по созданию первого в СССР специализированного Межведомственного научно-исследовательского испытательного Центра Минобороны и Миноборонпрома (объект 2000; Владимир-30).
  - Иван Сергеевич Косьминов возглавлял ОКБ «Радуга» в период с 1971 по 1988 годы.
- Скончался 7 апреля 1999 года.

## Награды
И. С. Косьминов награждён:
- Орден Красной Звезды
- Орден Красной Звезды
- Орден «Знак Почёта»
- Орден «Трудового Красного Знамени»
- Медаль «За победу над Германией в Великой Отечественной войне 1941—1945 гг.»
- Медаль «В ознаменование 100-летия со дня рождения Владимира Ильича Ленина»
- Юбилейная медаль «Двадцать лет Победы в Великой Отечественной войне 1941—1945 гг.».
- Юбилейная медаль «Тридцать лет Победы в Великой Отечественной войне 1941—1945 гг.»
- Юбилейная медаль «Сорок лет Победы в Великой Отечественной войне 1941—1945 гг.»
- Юбилейная медаль «50 лет Победы в Великой Отечественной войне 1941—1945 гг.»
- Медаль «За боевые заслуги»

Он также неоднократно избирался депутатом Совета народных депутатов Владимирской области.

## Память
25 февраля 2016 года решением областного Законодательного Собрания Ивану Сергеевичу Косьминову, основателю градообразующего предприятия ФКП «ГЛП „Радуга“» и города Радужного было присвоено звание «Почётный гражданин Владимирской области» (посмертно).
У памятника основателю и почётному гражданину города генерал-лейтенанту И. С. Косьминову, места, где захоронен его прах, всегда лежат цветы. В день его рождения и в день смерти приезжает вдова генерала Маргарита Ивановна.

## Цитаты
Иван Сергеевич известен своим наказом в Послании землякам: 
«Живите по Правде, сейте и выращивайте доброе, светлое, вечное, и Бог даст Вам силу, чтобы преодолеть то смутное время, выпавшее сейчас на долю нашей России».